# Julie Driscoll
Julie Driscoll (ur. 8 czerwca 1947 w Londynie) – aktorka i wokalistka rockowa kojarzona z subkulturą modsów. Znana dzięki przebojowym wykonaniom "'This Wheel's on Fire" Boba Dylana, "Season of the Witch" Donovana i "Light My Fire" The Doors. Wraz z Brianem Augerem założyła zespół Julie Driscoll, Brian Auger & The Trinity. Jako Julie Tippetts – wokalistka jazzowa i awangardowa wkraczająca również w sferę muzyki eksperymentalnej.

## Biografia muzyczna

### Julie Driscoll
Jako młoda dziewczyna prowadziła klub fanów grupy Yardbirds. Ich menedżer i producent Giorgio Gomelsky zachęcił ją do spróbowania sił jako piosenkarka. Jej pierwszy singel ukazał się w 1963 r. i, tak jak i kilka następnych wydanych do 1966 r., nie cieszył się powodzeniem.
W kwietniu 1965 r. organista Brian Auger zakończył działalność swojego kwartetu Brian Auger & the Trinity i miesiąc później założył grupę Steampacked. Muzykami byli członkowie poprzedniego zespołu a uzupełniała ich trójka młodych, świetnie zapowiadających się wokalistów: Julie Driscoll, Rod Stewart i Long John Baldry. Gdy w kwietniu 1966 r. Rod Stewart odszedł do zespołu Shotgun Express, grupa Steampacked kontynuowała działalność do września 1966 r. Dokonali nagrań, jednak ukazały się one dopiero po sukcesie Roda Stewarta w grupie The Faces.
We wrześniu 1966 r. Brian Auger i Julie Driscoll reaktywowali The Trinity, tym razem jako Julie Driscoll, Brian Auger & the Trinity. Long John Baldry założył grupę Bluesology.
Julie Driscoll, Brian Auger & the Trinity wydali kilka singli, które cieszyły się sporym powodzeniem, a prawdziwą sławę przyniosła im ich wersja "This Wheel's on Fire" (autorstwa Boba Dylana i Ricka Danko). W 1967 r. ukazał się pierwszy album zespołu Open. Julie Driscoll stała się najpopularniejszą piosenkarką i najmodniejszą osobą Wielkiej Brytanii. Jej intrygująca i niebanalna uroda spowodowała, że zaczęto w stosunku do niej używać określenia Twarz (ang. The Face).
W 1969 r. ukazał się ich drugi, tym razem podwójny album Streetnoise.
W tym samym roku Julie odeszła od The Trinity i nagrała swój intrygujący i ambitny album solowy zatytułowany 1969. Podczas jego nagrywania poznała wybitnego pianistę brytyjskiego Keitha Tippetta, który aranżował jej utwory do tej płyty, nagranej przy pomocy znakomitych muzyków z kręgu Canterbury. Wkrótce Julie i Keith pobrali się, Julie przybrała świadomie nazwisko Tippetts, podkreślając tym zerwanie z jej dotychczasową twórczością. Zniknęła bezpowrotnie ze sceny rockowej i popowej, zajmując się własnymi, ambitnymi projektami, często eksperymentalnymi, biorąc udział w projektach Tippetta oraz ich wspólnych.

### Julie Tippetts
W 1970 r. wzięła udział w nagraniu albumu B.B. Blundera Worker's Playtime, który był właściwie trzecim albumem progresywnej grupy Blossom Toes.
W tym samym roku wzięła także udział w studyjnych nagraniach awangardowego gitarzysty brytyjskiego i jego grupy Derek Bailey Company.
W latach 1971–1975 wzięła udział w monumentalnym projekcie swojego męża, jakim była 50-osobowa grupa Centipede (pol. Stonoga), powstała dla zrealizowania jego kompozycji Septober Energy. W 1971 r. orkiestra ta, skupiająca najlepszych muzyków brytyjskich sceny rockowej, jazz rockowej i jazzowej nagrała ten utwór, o charakterze suity, na dwupłytowym albumie Septober Energy.
W 1971 r. Julie wraz z Keith Tippett Group nagrała album Dedicated to You But You Weren't Listening.
Po pewnym okresie przerwy poświęconej sprawom rodzinnym powróciła do muzyki w 1974 r.
W 1974 r. nagrała swój drugi solowy album Sunset Glow, na którym zademonstrowała swoje możliwości wokalne w zakresie właściwie od folku do jazzu.
8 września 1974 r. wzięła udział w słynnym koncercie Roberta Wyatta Robert Wyatt & Friends w Theatre Royal Drury Lane. Plonem był album Theatre Royal Drury Lane 8th September 1974 - CD Hannibal/Rykodisc HNCD 1507 (2005). W tym samym roku wzięła także udział w nagraniu albumu Carli Bley Tropic Appetites. Jako wokalistka zebrała znakomite recenzje.
W 1975 r. występowała i nagrywała w grupie Ovary Lodge z Keithem Tippettem. Ukazał się także koncertowy album Ovary Lodge.
Jednym z najciekawszych projektów lat 70. był Peter & the Wolf (pol. Piotruś i Wilk) Prokofjewa prowadzony przez znakomitego saksofonistę Jacka Lancastera (znanego m.in. z grupy Blodwyn Pig) i Roberta Lumleya. Wykonawcami, obok Julii i Keitha, byli najwybitniejsi muzycy brytyjscy.
W 1976 r. Julie wraz z Maggie Nicols, Philem Mintonem i Brianem Elym założyła wokalną grupę Voice.
W 1977 r. ukazał się album Keitha Tippetta Warm Spirits, Cool Spirits, na którym Julie wykonuje partie wokalne i gra na różnych instrumentach perkusyjnych.
W 1978 r. Julie wzięła udziała w większym przedsięwzięciu Keitha, ponaddwudziestoosobowej grupie Ark. Zespół ten nagrał album Frames. W tym samym roku wzięła udział w nagraniu albumu Keitha Tippetta In Conference oraz nagrała wspólnie z Maggie Nicols płytę Sweet and Sours.
W latach 80. zaangażowała się w kilka duetów i triów; w 1987 r. ukazuje się album duetu Julie i Keitha Couple in Spirit.
W latach 90. była członkiem zespołów Keitha Mujician & The Georgian Ensemble, Dedication Orchestra i Tapestry.
W 1993 r. nagrała album Twilight Etchings z Keithem Tippettem i Willim Kellersem.
W 1996 r. ukazał się album Couple in Spirit II.
W 1998 r. wzięła udział w nagraniu albumu The First Full Turn (RoTToR)
W 1999 r. ukazał się album Shadow Puppeteer prawie całkowicie wokalny przy minimalnym wsparciu instrumentów, głównie perkusyjnych.
W ostatnich latach Julie zajmuje się także kształceniem muzycznym i warsztatami muzycznymi i wokalnymi zarówno dla dzieci jak i dorosłych. W Dartington International Summer School, Welsh College of Music and Drama uczy m.in. wokalnych umiejętności improwizatorskich.

## Dyskografia
Steampacked
- Rock Generation Vol. 6 (Fr)
- The First Supergroup (WB)

Julie Driscoll, Brian Auger & the Trinity
- Open 1967
- Streetnoise 1969
- Julie Driscoll, Brian Auger & the Trinity
- Jools & Brian

Julie Driscoll
- 1969 (nagr. 1969, wyd. 1971)

Julie Tippetts
- Worker's Playtime (1970) (album firmowany przez B.B Blunder)
- Derek Bailey Company (1970)
- Septober Energy (1971) (album firmowany przez Centipede)
- Dedicated To You But You Weren't Listening (1971) (album firmowany przez Keith Tippett Group)
- Blueprint (1972) (firmowany przez Keitha Tippetta)
- Robert Wyatt & Friends. Theatre Royal Drury Lane 8th September 1974 (wyd. 2005) (firmowany przez Roberta Wyatta)
- Sunset Glow (1974)
- Tropic Appetites (1974) (album firmowany przez Carlę Bley)
- Ovary Lodge (1975) (koncertowy album firmowany przez Ovary Lodge)
- Peter & the Wolf (1975) (album firmowany przez Jacka Lancastera i Roberta Lumleya)
- Warm Spirits, Cool Spirits (1977) (Keith Tippett, Julie Tippetts, Trevor Watts, Colin McKenzie))
- Frames (1978) (album firmowany przez Ark)
- In Conference (1978) (album firmowany przez Harry'ego Millera)
- Bratislava Jazz Days (1984) (Various Artists – różni wykonawcy; Keith Tippett Quartet)
- Fire in the Mountain (1984) (Working Week)
- Couple in Spirit (1987) (album firmowany przez Couple in Spirit)
- Mr. Invisible and the Drunken Sheilas (nagr. 27 czerwca 1987, wyd. 1989) (Julie Tippetts, Maggie Nicols, Keith Tippett)
- The Bristol Concert (nagr. 1 czerwca 1991, wyd. 2000) (Mujician with The Georgian Ensemble & Julie Tippetts)
- Spirits Rejoice (1992) (Dedication Orchestra)
- Twilight Etchings (1993) (Keith Tippett, Julie Tippetts, Willi Kellers)
- Ixesha (1994) (Dedication Orchestra)
- Couple in Spirit II (1996) (album firmowany przez Couple in Spirit)
- The First Full Turn (1998) (firmowany przez RoTTor)
- Live at Le Mans (1998) (Keith Tippett Tapestry Orchestra)
- Shadow Puppeteer (1999)
- Mahogany Rain (nagr. 2001, wyd. 2005) (Keith Tippett, Julie Tippetts, Philip Gibbs, Paul Dunmal)
- Live at the Priority (nagr. 2004, wyd. 2005) (firmowany przez Dartington Trio: Keith Tippett, Julie Tippetts, Paul Dunmall)
- Viva la Black Live at Ruvo (2007) (Keith Tippett, Julie Tippetts, Louis Moholo – Louis Moholo's Vive-La-Black & Canto General)
- First Weaving (2007) (Keith Tippett Tapestry Orchestra)
- Nostalgia 77 Sessions featuring Keith & Julie Tippett (2009)
- Ghosts of Gold (z Martinem Archerem) (2009)
- Tales of FiNiN (z Martinem Archerem) (2011)
- From Granite to Wind (z Keith Tippett Octet) (2011)